# Dharapani (Surkhet)
Pour les articles homonymes, voir Dharapani.
Dharapani (en népalais : धारापानी) est un comité de développement villageois du Népal situé dans le district de Surkhet. Au recensement de 2011, il comptait 3 073 habitants.